# Rajongemeinde Alytus
Die Rajongemeinde Alytus (litauisch: Alytaus rajono savivaldybė) in Litauen umschließt die Stadtgemeinde Alytus im Bezirk Alytus. In der Stadt Alytus befindet sich auch ihr Verwaltungssitz. Sie liegt zentral im Süden des Landes in der historischen Region Dzūkija.
Sie wird von Süden nach Norden vom Njemen (Memel) durchflossen. Westlich des Flusses ist die Landschaft reich an natürlichen Seen. Dies ist eine östliche Fortsetzung der Masurischen und Białystoker Seenplatten.
Die Bevölkerung bestand schon 1989 zu 97 % aus Litauern. In der Gemeinde leben 28.512 Menschen (2021).

## Ortschaften
Die Rajongemeinde Alytus umfasst 2 Städte, 3 Städtchen und 426 Dörfer.

## Städte
- Daugai, 1396 Einwohner (Stand 2010)
- Simnas, 1736 Einwohner (Stand 2010)

## Städtchen
- Butrimonys, 1126 Einwohner (2001)
- Krokialaukis, 239 Einwohner (2001)
- Nemunaitis, 218 Einwohner (2001)

## Dörfer
Die größten Dörfer:
- Miklusėnai – 1021
- Punia – 809
- Luksnėnai – 614
- Venciūnai – 588
- Alovė – 552
- Daugų kaimas (d. h. „Dorf Daugai“) – 480
- Ūdrija – 453

## Amtsbezirke

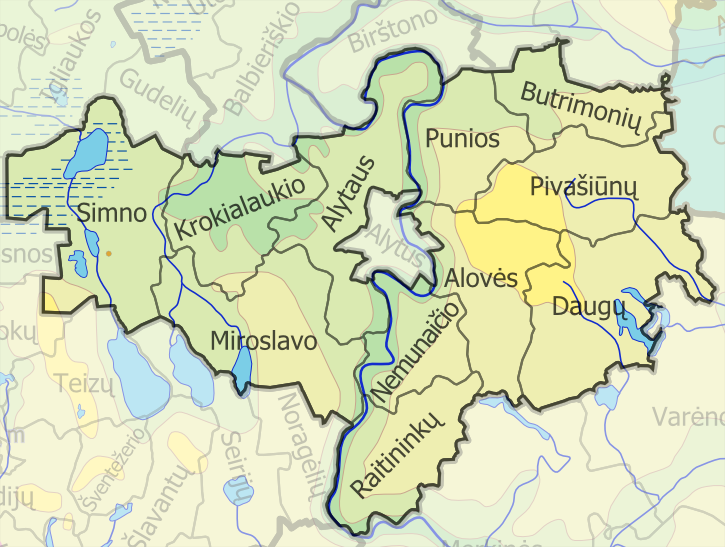
Amtsbezirke der Rajongemeinde Alytus

- Alytus Land mit Sitz in Miklusėnai
- Alovė
- Butrimonys
- Daugai
- Krokialaukis
- Miroslavas
- Nemunaitis
- Pivašiūnai
- Punia
- Raitininkai mit Sitz in Makniūnai
- Simnas

## Bürgermeister
- 1995–1997: Ignas Aleškevičius
- 1997–2004: Algirdas Vrubliauskas, TS-LKD
- 2000: Vydas Baravykas
- 2003: Albertas Jusas
- 2004–2007: Monika Ražanauskienė
- 2007–2023: Algirdas Vrubliauskas, TS-LKD
- 2023-(2027): Rasa Vitkauskienė, DSVL

## Persönlichkeiten
- Senda Berenson Abbott (1868–1954), Sportlehrerin
- Rasa Vitkauskienė (* 1983), Politikerin, Bürgermeisterin der Rajongemeinde Alytus